# سانتیاگو گارسیا (بازیکن فوتبال آرژانتینی)
سانتیاگو گارسیا (انگلیسی: Santiago García؛ زادهٔ ۸ ژوئیهٔ ۱۹۸۸) بازیکن فوتبال اهل آرژانتین است.
از باشگاه‌هایی که در آن بازی کرده‌است می‌توان به باشگاه فوتبال پالرمو، باشگاه فوتبال روساریو سنترال، باشگاه ورزشی وردر برمن، و باشگاه فوتبال نووارا اشاره کرد.